# 山梨県道206号塩平窪平線
山梨県道206号塩平窪平線（やまなしけんどう206ごう しおだいらくぼだいらせん）は、山梨県山梨市を走る一般県道である。

## 概要

### 路線データ
- 起点：山梨県山梨市牧丘町北原字塩平
- 終点：山梨県山梨市牧丘町窪平（山梨県道210号杣口塩山線交点）

## 通過する自治体
- 山梨県
  - 山梨市

## 交差・接続する道路
- 国道140号（牧丘トンネル南交差点）
- 山梨県道210号杣口塩山線（終点）

## 周辺
- 山梨市立牧丘第三小学校（山梨県立笛川小学校へ統合し閉校）
- 山梨市立西保保育所
- 西保簡易郵便局